# Peter Simonischek
Peter Simonischek (Graz, 1946. augusztus 6. – Bécs, 2023. május 30.) osztrák színész. 

## Élete
Markt Hartmannsdorfban nőtt fel. Sankt Paul im Lavanttal-ban járt iskolába.
1999 óta állandó tagja a Burgtheater társulatának.
2002 és 2009 között a Salzburgi Ünnepi Játékokon a Akárki) című misztériumjátékban.

## Filmjei (válogatás)
| Év   | Magyar cím                          | Eredeti cím                                 | Szerep                          | Magyar hang    | Megjegyzések                        |
| ---- | ----------------------------------- | ------------------------------------------- | ------------------------------- | -------------- | ----------------------------------- |
| 1988 | Három nővér                         | Fürchten und Lieben Paura e amore           | Massimo                         |                |                                     |
| 1990 |                                     | Derrick                                     |                                 |                | 184. epizód: Halálos szabadalom     |
| 1996 |                                     | Stockinger                                  |                                 |                | egy epizód                          |
| 2010 | Tetthely                            | Tatort                                      | Bo Johansson                    |                | 626. epizód: Der schwedische Freund |
| 2008 |                                     | Bella Block                                 | Bernhard Hansen                 |                | 25. epizód: Falsche Liebe           |
| 2011 | Az Öreg                             |                                             | DerAlte                         |                | egy epizód                          |
| 2012 | Őrült Lajos király                  | Ludwig II                                   | Ludwig von der Pfordten         |                |                                     |
| 2012 |                                     | Bella Block                                 | Carlo Lenz                      |                | 31. epizód: Unter den Linden        |
| 2012 |                                     | Bella Block                                 | Carlo Lenz                      |                | 34. epizód: Angeklagt               |
| 2014 |                                     | Clara Immerwahr                             | Carl Engler                     |                | Clara Immerwahr életrajza           |
| 2016 |                                     | Toni Erdmann                                | Winfried Conradi (Toni Erdmann) | Barbinek Péter |                                     |
| 2018 | Kurszk                              | Kursk                                       | Andrej Gruzinszkij tengernagy   | Barbinek Péter |                                     |
| 2022 | Legendás állatok: Dumbledore titkai | Fantastic Beasts: The Secrets of Dumbledore | Börtönőr                        |                |                                     |